# Александър Симов (политик)
Александър Тихомиров Симов е български журналист, блогър и политик от БСП за България, народен представител в XLIV, XLV, XLVI и XLVII народно събрание.

## Биография
Александър Симов е роден на 10 юли 1977 г. в град Стара Загора, Народна република България. Завършва журналистика във Факултета по журналистика и масови комуникации на Софийския университет. Работил e като журналист във вестниците „Стандарт“, „Пловдивски труд“, „Земя“. От 2004 г. работи във вестник „Дума“, до 2017 г. е шеф на отдел „Вътрешна информация“.
Член е на националния съвет на Национално движение "Русофили".
Той е водещ на предаването „Лява политика“ с Александър Симов по Българската свободна телевизия.
Участва в изборите за XLVIII народно събрание на 2 октомври 2022 г. като водач на листата на БСП в Перник, но не бива избран за народен представител.